# Tour della nazionale maschile di rugby a 15 della Nuova Zelanda 1989
Nel 1989, gli All Blacks si recano in tour in Canada e nelle Isole Britanniche.
Il bilancio lusinghiero è di 14 vittorie su 14 partite, compresi due test match con Galles e Irlanda, peraltro all'epoca le due squadre britanniche più deboli.

## Il team
Capitano: Wayne Thomas "Buck" Shelford
 Manager: J. Sturgeon
 Coach Alex Wyllie
 TRE QUARTI
J. Gallagher (Wellington)

V.I. Tuigimala (Auckland) 

M. Ridge (Auckland)

J.Kirwan (Auckland)

T.Wright (Auckland)

C.Innes (Auckland) 

B. McCahill (Auckland) 

JT Stanley (Auckland) 

W. Little (North Harbour) 

W. Schuster (Wellington) 

G.Fox (Auckland) 

Botica (North Harbour) 

G. Bachop (Canterbury) 

J. Timu (Otago)
AVANTI

S. Mc Dowell (Bay of Plenty) 

G. Purvis (Auckland) 

R. Williams (North Harbour) 

R. Loe (Waikato) 

S. Fitzpatrick (Auckland) 

W. Gatland (Waikato) 

G.Whetton (Auckland) 

M. Pierce (Wellington) 

S. Gordon (Waikato) 

I. Jones (North Auckland) 

W. Shelford (North Auckland) 

M. Brewer (Otago) 

A. Earl (Canterbury) 

P. Henderson (Otago) 

A.Whetton (Auckland) 

Z.Brooke(Auckland) 

K. Schuler (Manawatu)

## Risultati

### Itest match
| Arbitro: | Alexander MacNeill |

|              |      |                           |
|              | mt   | Bachop, Innes (2), Wright |
|              | tr   | Fox (3)                   |
| Thorburn (3) | c.p. | Fox (4)                   |

| Arbitro: | Alexander MacNeill |

|           |      |                             |
|           | mt   | Gallagher, Shelford, Wright |
|           | tr   | Fox                         |
| Smith (2) | c.p. | Fox (3)                     |

### In Canada
| Arbitro: | K.Morrison |

|       |      |                                               |
|       | mt   | Brooke 2, Deans 2, Stanely 2 Tuigemala Little |
|       | tr   | Gallagher 7                                   |
| Wyatt | c.p. | Gallagher 2                                   |

### In Galles
| Arbitro: | R.J. Megson |

|                |      |                         |
| Edwards        | mt   | Loe, A. Whetton, Brewer |
| Rayers         | tr   | Fox 2                   |
| Evans 2, Rayer | c.p. | Fox                     |

| Arbitro: | B. Stirling |

|            |      |                                                                     |
|            | mt   | Little, Gallaher Kirwan Fitzparick, Tuigamala, Bachop Botica, Jones |
| Gallaher 3 | tr   |                                                                     |
| Silva 2    | c.p. | Galaher 3                                                           |

| Arbitro: | René Horquet |

|                           |      |                                 |
| I. Davis, Arnold, Hopkins | mt   | Innes 2, Gatland, Brewer, Deans |
| Wyatt 2                   | tr   | Botica (5)                      |
| Wyatt 2                   | c.p. | Botica                          |

| Arbitro: | F.A. Howard |

|            |      |                           |
| Ednunds    | mt   | Gallaher, Innes 2, Brookr |
| Thorburn   | tr   | Botica 2                  |
| Thorburn 3 | c.p. | Botica 2                  |

| Arbitro: | K. McCartney |

|  |      |             |
|  | mt   | Deans, Earl |
|  | c.p. | Fox         |

| Arbitro: | O.E. Doyle |

|         |      |                                                             |
| Gregory | mt   | Wirght 3, Gallaher 2 Bachop, Timu, Brooke Schuler, McCahill |
| Abraham | tr   | Fox 7                                                       |
| Abraham | drop |                                                             |

### In Irlanda
| Arbitro: | G. Maurette |

|        |      |                                                  |
| Sexton | mt   | Timu 2, Brooke Mc Cahill, G. Whetton Jones Innes |
| Smith  | tr   | Botica 4                                         |
| Smith  | c.p. |                                                  |

| Arbitro: | D. Leslie |

|         |      |                                |
|         | mt   | Schuster, Pierce Innes, Bachop |
|         | tr   | Fox 3                          |
| Keyes 3 | c.p. | Fox 3                          |

| Arbitro: | L. Peard |

|             |      |                                            |
|             | mt   | Earl 2, Tuigimala Ridge, Deans, Botica (3) |
|             | tr   | Botica                                     |
| O' Beirne 2 | c.p. | Botica 2                                   |

| Arbitro: | I. Bullerwell |

|         |      |                   |
|         | mt   | Brooke, Tuigimala |
|         | tr   | Botica 2          |
| Russell | c.p. | Botica 3          |

### Il match con i Barbarians
| Arbitro: | Clive Norling |

|                 |      |                       |
| Matthews        | mt   | Innes, Z. Brooke, Loe |
|                 | tr   | Fox (3)               |
| G. Hastings (2) | c.p. | Fox                   |

## Statistiche
- Miglior MarCatore: Grant Fox 83 punti
- Miglior Metaman : Innes 8 mete
- Più presenze: Mc Dowell ed Earl 10 partiTe